# カーリング

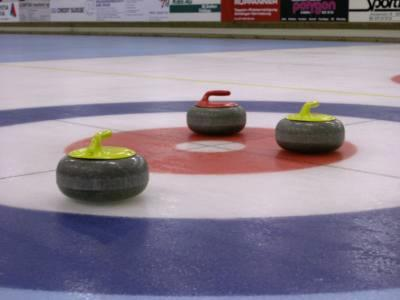
カーリングで投擲の対象となる「ストーン」。約20kgの花崗岩でできており、取っ手が付いている。この画像一杯に広がる同心円は、「ハウス」と呼ばれている。

カーリング（英: curling）は、氷上で行われるウィンタースポーツ。冬季オリンピック競技の一つ。
試合中に高度な戦略が必要とされる性質から「氷上のチェス」とも呼ばれている。

## 概要
4人ずつ2チームで行われ、目標とする円をめがけて各チームが交互に8回ずつストーンを氷上に滑らせ、ストーンを円の中心により近づけたチームのみが得点を得る。これを10回または8回繰り返し、総得点で勝敗を競う。
ストーンは、ごく弱い回転をかけることで速度が落ちるに従い自然に曲がって（カールして）いく。また、進んでいくストーンの前の氷面を擦る（スウィープする）ことで、速度の低下や曲がりをある程度遅らせることができる。競技者はストーンを置く、他のストーンを弾くだけでなく、この曲がる性質を利用して他のストーンの背後にストーンを隠すといった複雑な戦略を採ることが可能となっている。ストーンのカールの度合いは、氷の滑り具合とともに、ストーンの個性、氷の状況や温度、コースの使用状況などによってばらつき、ゲーム中も刻一刻と変化する。
高い身体能力よりも、事前の予測と経験を元に相手の行動を先読みする想像力や、氷の状態やストーンの動きから即座に戦略を組み立て直す知能など、チェスなどのマインドスポーツで必須とされる能力が重視される。また、チームスポーツであるためコミュニケーション能力も重要である。
身体能力は、投擲やスウィーピングを正確に行うための正確性が重視されるが、先天的な能力は必要とされないため練習量が多いほど有利となる。また瞬発力や動体視力などの加齢による影響が強い能力は重視されないため、馬術競技と並び選手寿命が長い。公式大会は男女別に行われているが、体格による影響も少ないため男女間の成績に大差は無い。このような特徴から幅広い世代でプレイできるスポーツとなっている。
激しい動きや身体同士の接触はないため比較的安全な競技であるが、氷上競技であるため滑って転倒し頭部を強打する事故が発生しやすく、頭部外傷のガイドラインが示されている。

### スポーツマンシップとフェアプレー
ゴルフと同じく本来は審判員が存在しないセルフジャッジ競技であり、スポーツマンシップが重要視される。相手チームの失策を喜んだり、そのような態度を示すことは、慎むべき行為として忌避される。途中のエンドの終了時に自チームに勝ち目がないと判断したとき、潔く自ら負けを認め、それを相手に握手を求める形で示すという習慣（コンシード）もフェアプレーの表れの1つである。勝ったチームも、抱き合うなどして喜びを表現する前に相手と握手する。
この理念は、世界カーリング連盟が定めるカーリング競技規則の冒頭にカーリング精神 (The Spirit of Curling) として掲げられており、競技の根本がこの理念から成立していることを示している。

## 歴史

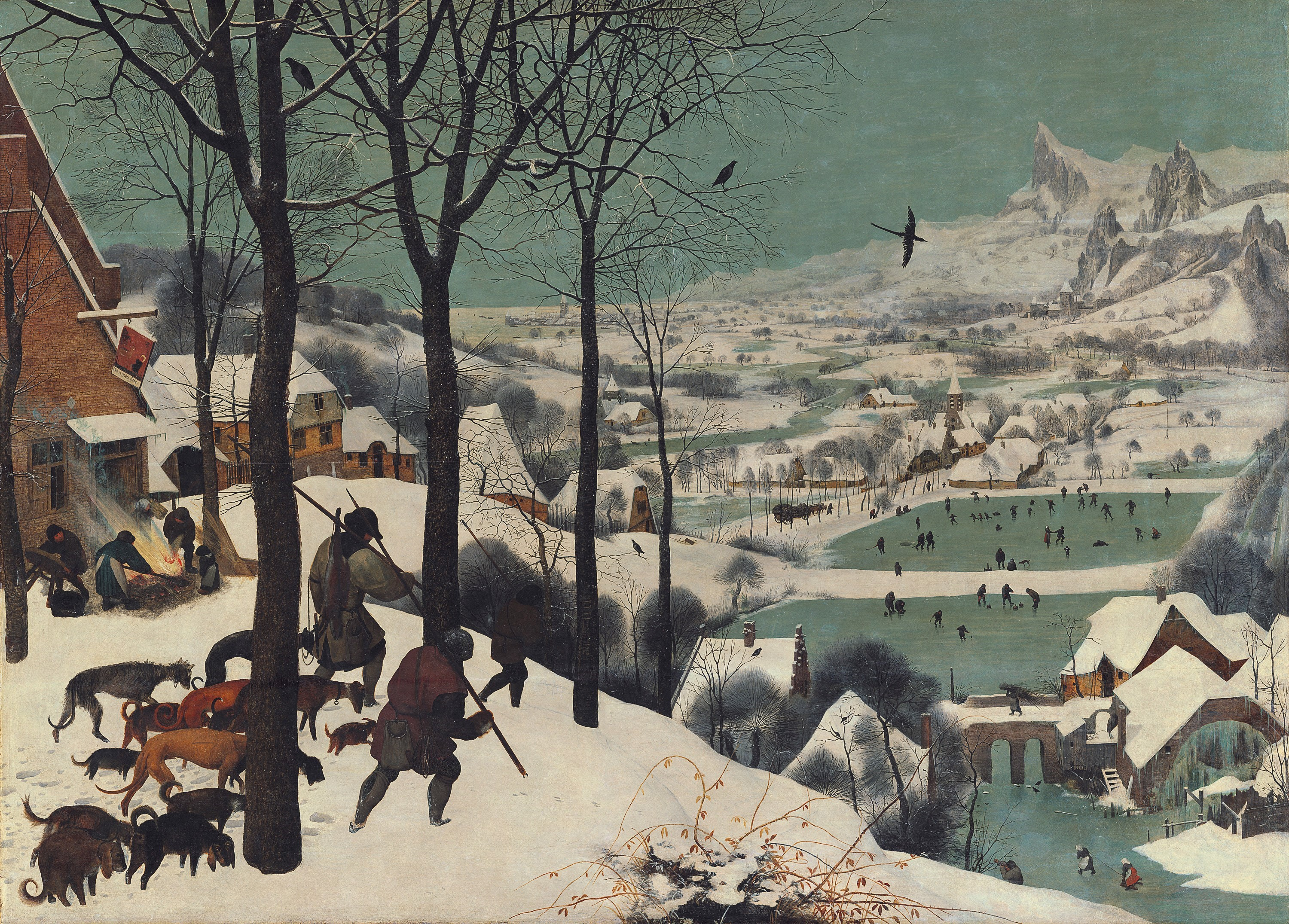
『雪中の狩人』ピーテル・ブリューゲル(画)1565年。

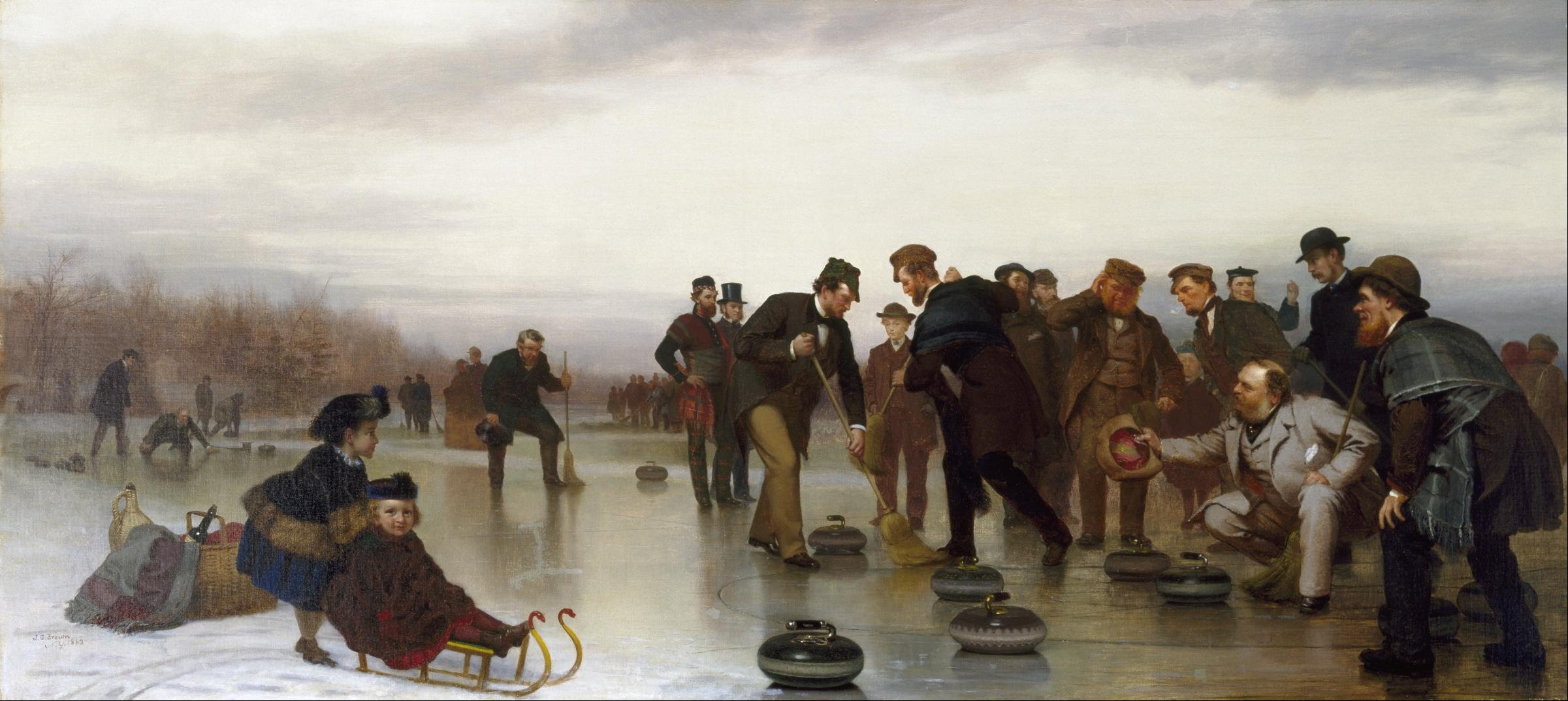
ニューヨークのセントラルパークでカーリングを楽しむ人々を描いた1836年のジョン・ジョージ・ブラウンの作品。

カーリングの歴史は、1511年の刻印のあるストーンがイギリスのスコットランドで発見されており、15～16世紀にスコットランドで発祥したとされている。当時は底の平らな川石を氷の上に滑らせていたものとされている。氷上で石を使うカーリングの元となったゲームの記録は、1541年2月に遡る。場所は、スコットランドのグラスゴー近郊のレンフルシャーである。ベルギーの画家のピーテル・ブリューゲルの作品『雪中の狩人』（1565年）の遠景には、すでに氷上でカーリングを楽しむ人々が描かれている。「カーリング」という名称の起源は定かではないが、1630年のスコットランドの印刷物中にこの名称の使用が確認されている。スコットランドでは16世紀から19世紀にかけて戸外でのカーリングが盛んに行われていた。リンクや用具の寸法はヤード・ポンド法で規定されているが、これはスコットランド発祥である名残でもある。
カーリングの現在の公式ルールは、主にカナダで確立したもので、1807年には王立カーリングクラブが設立されている。1832年にはアメリカ合衆国にカーリングクラブが誕生し、さらに19世紀の終わりまでにはスイスやスウェーデンへと広まっていった。カーリングは1998年の長野オリンピック以降、冬季オリンピックの正式種目として採用されている。現在ではカナダ、アメリカといった北米、イギリス、スイス、スウェーデン、イタリア、デンマーク、ノルウェー、ロシアのヨーロッパ諸国で盛んなほか、最近では日本、中国、韓国といったアジア圏でも盛んに行われている。

### 日本におけるカーリング
日本におけるカーリングは、1937年1月17日に山梨県の山中湖湖上にてカーリング大会が開かれた記事が認められる。
1967年にアメリカ人のダンカーティスによって富士山麓にて講習会が開かれた。
1969年に長野県の蓼科湖にてゲームが行われ、1973年に第1回カーリング大会が開かれたものの、普及には至らなかった。
1978年2月には北海道池田町の冬祭りでのカーリング大会をきっかけに町内で広く普及した。冬季の観光振興を目的とした冬祭りの目玉行事として白ワイン開発に向けた視察をきっかけに1977年から友好関係となっていたカナダのペンティクトンから紹介された複数の冬のスポーツの中から採用したもので、この第一回大会をきっかけに町内で広がりを見せ最盛期には約50チームでリーグ戦を展開し、1984年に札幌市の真駒内屋内競技場で開かれた第1回日本カーリング選手権では池田町内のチームが優勝。一方で北海道庁などから屋内リンクの建設が打診されるも財政悪化を懸念し見送られたこともあり池田町内での活動は下火となっていった。
日本において競技として定着させる礎となったのは、カーリングをカナダの指導者とともに紹介した小栗祐治を中心とする社団法人北方圏センター（現公益社団法人北海道国際交流・協力総合センター）であり、北海道の常呂郡常呂町（常呂町は、2006年に北見市と合併して消滅した。）である。
1980年の北海道とカナダのアルバータ州との姉妹提携を機に、北方圏センターがカーリング講習会を道内各地で実施した。なかでも、当時の常呂町は当初からビールのミニ樽やプロパンガスのミニボンベなどでストーンを自作し、自治体を上げての普及に取り組んだ。1981年には「第1回NHK杯（北見放送局）カーリング大会」を常呂町にて開催。さらには1988年に国内初となるカーリングホールを町内に建設した。国内外の大会を開催してオリンピック代表選手を多数輩出するなど、常呂町は競技普及に大きな功績を残すことになる。
その後、1998年長野オリンピックでの男子チームのスキップ担当の敦賀信人の健闘や、2002年ソルトレイクシティオリンピックでの出場がテレビで中継されたことで日本でも徐々に認知が広がり、2006年トリノオリンピックでは日本勢が不振の中で女子代表のチーム青森の全試合がテレビ中継され、7位に入賞するという活躍を見せたことで、日本におけるカーリングの認知度が一挙に高まっていった。そして2018年平昌オリンピックでは、女子代表のLS北見がオリンピックのカーリング競技で日本勢初となる銅メダル、2022年北京オリンピックでは2大会連続のメダルとなる銀メダルを獲得した。また、2022年世界ジュニアカーリング選手権大会ではジュニア女子日本代表チームが初優勝した。
日本カーリング協会のデータによると、2018年2月の取材で日本のカーリングの競技人口は選手が約3000人、趣味で楽しむ人はその倍程度であるとされている。近年、冬季五輪日本代表チームの活躍で人気は高まり、2024年2月現在では通年の専用施設は9か所、季節限定の専用施設は4か所となった。

## シート
カーリングは、長さ約44.5 - 45.7メートル（146 - 150フィート）、幅約4.4 - 5.0メートル（14フィート6インチ - 16フィート5インチ）のカーリング・シート（curling sheet、シート、アイス・シートとも）と呼ばれる細長い長方形のリンクで行われる。シートは薄く氷が張られ、できるだけ平坦に保たれた上で、アイス・メーカーにより表面にペブル (pebble) と呼ばれる数ミリメートル程度の氷の突起が多数作られる。氷温は摂氏−5度程度に維持される。カーリングを目的とした専用の競技場（カーリング・ホール、curling hall）にはこうしたシートが複数備えられ、同時に競技が行えるようにしたものが多い。

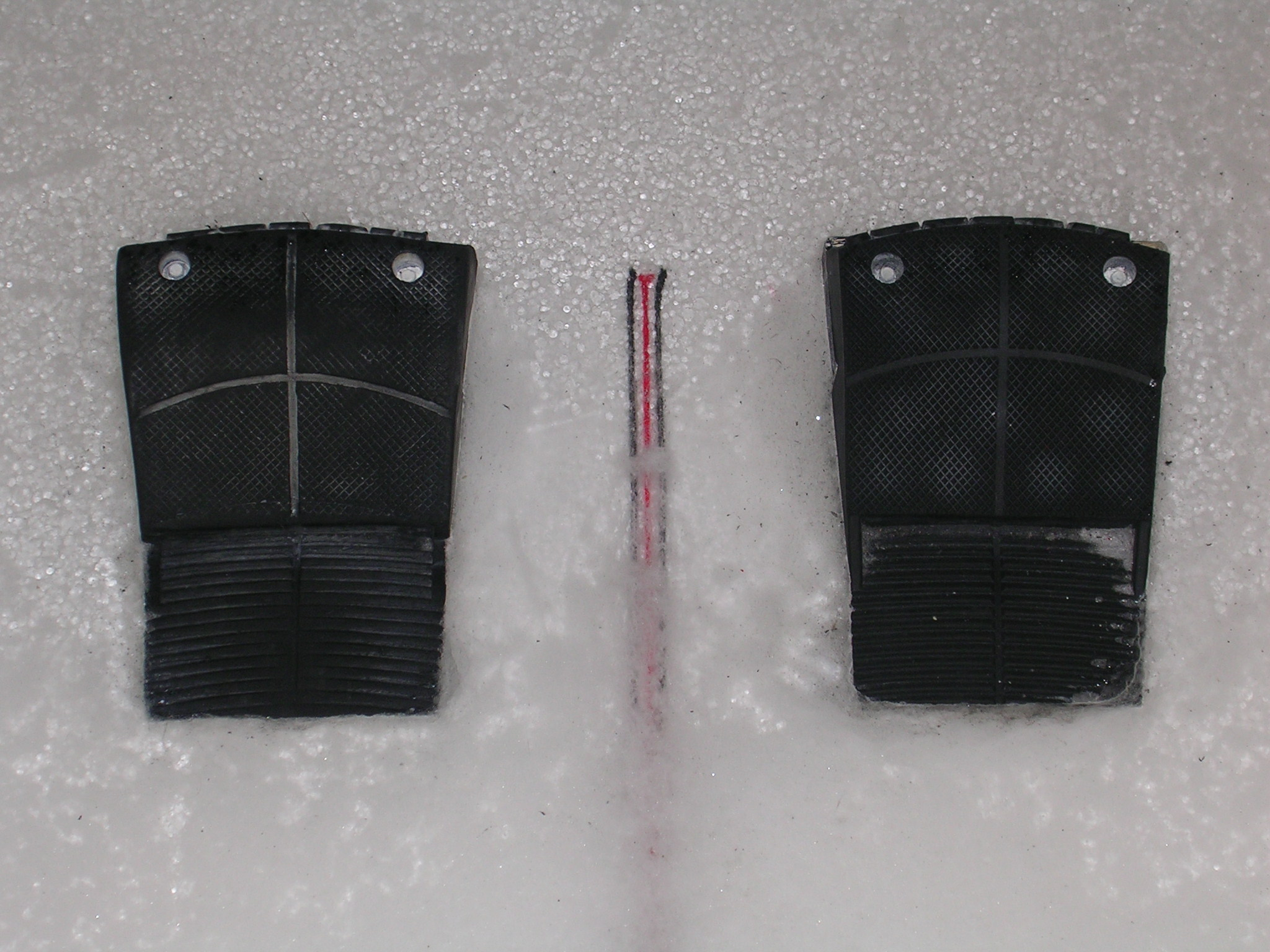
ハックの拡大写真。左右のハックの間の線はセンターラインの末端。

細長いシートには、投擲時の蹴り台となるハック (hack) と、標的となる多重の同心円の模様が施されたハウス (house) が両側にそれぞれ備えられ、偶数エンドと奇数エンドに分けて交互に利用される。ハウスの同心円の直径は内から1, 4, 8, 12フィート（それぞれ約0.30, 1.22, 2.44, 3.66メートル）ある。最も内側の円はボタン (button)、円の中心はティー (tee) と呼ばれる。
その他、シートの各部分には以下のような名前が付けられている。
センターライン (centre line)ティーとティーの中心点を通り、両方のハックまでを結んだライン。
ハックライン (hack line)センターラインに垂直にハックが置いてある場所を横切る短い線。ハックの基準の線。ショット時にストーンに触れたままハック側のハックラインを越えると失格となりストーンは取り除かれる。
サイドライン (side line)左右の端のライン。
ティーライン (tee line)センターラインと垂直に、ハウスの中心であるティーを横切る線。ハックから12フィート（約3.66メートル）離れている。
ホッグライン (hog line)ハウス手前にあるライン。ティーラインから21フィート（約6.4メートル）隔たっている。ハウス側のホッグラインよりもハウス寄りに達しなかったストーンは失格となる。また投擲者は、ストーンがハック側のホッグライン手前にある間に手を離さなければならない。
バックライン (back line)ハウスの最も外側の円と接するハウスより下にあるライン。このラインからはみ出すとそのストーンは失格となる。
フリーガードゾーンホッグラインからティーラインの間でハウスを除いた部分。

## 用具

### ストーン(石)

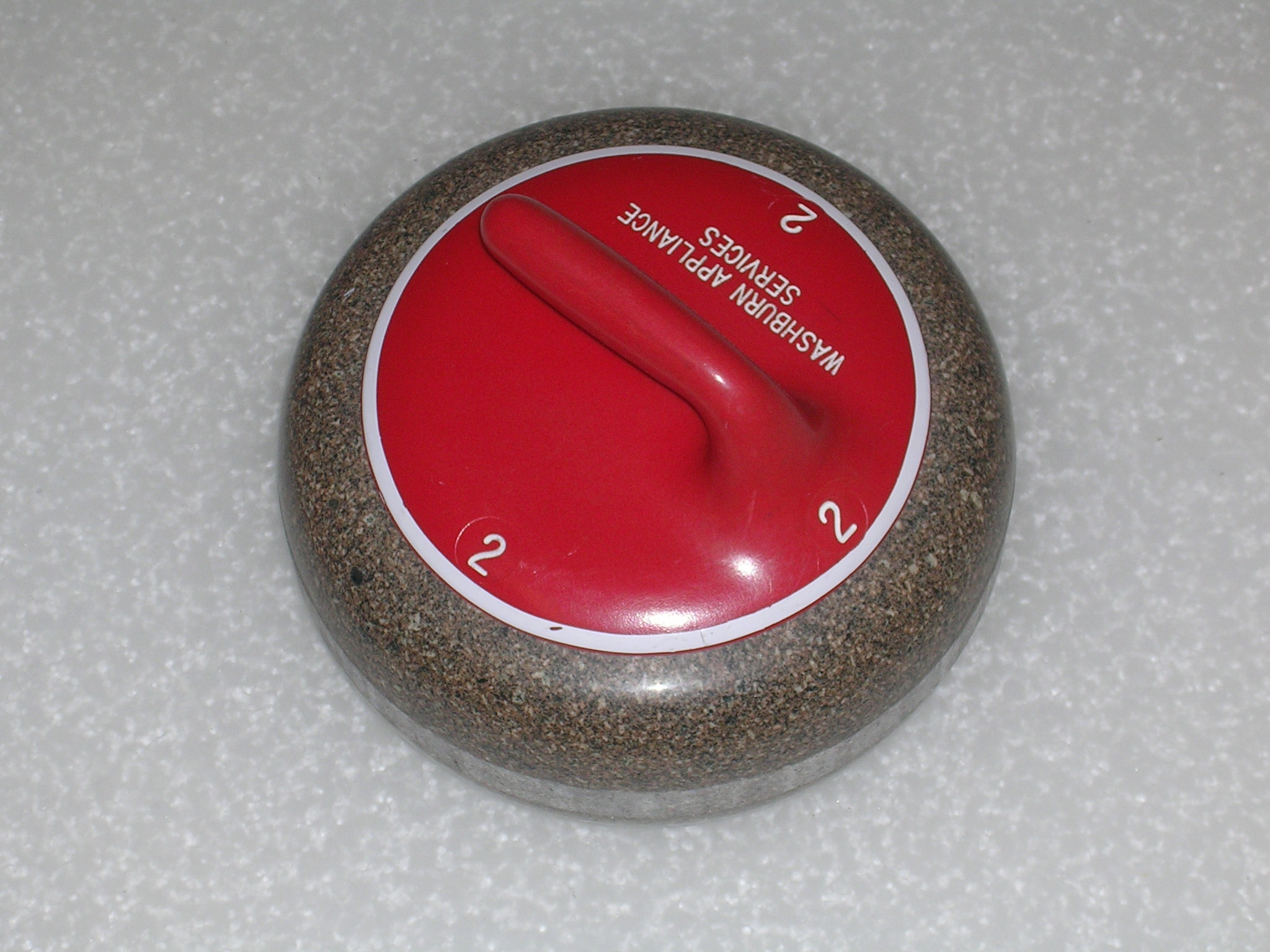
花崗岩でできたカーリングのストーン。

上部に取っ手をつけた円盤型の石。1チームが8個を使用し、カーリング競技を行うためには16個必要となる。チームの判別のために上部はプラスチックのカバーで色分けされており、五輪などの主要な大会では主に赤と黄の物が用いられるが青や緑もある。公式なサイズは円周が36インチ（約91センチメートル [cm]）以内とされており、よって直径は約29 cm以下である。また、高さが4.5インチ (11 cm) 以上、重量は38 - 44ポンド（約17 - 20キログラム）と決められている。
ストーンの底面は平坦でなく中心部分がわずかに凹んでおり、直径およそ13 cm、幅1 cm前後のランニング・バンド (running band) 、またはエッジと呼ばれるリング状の部分でのみ氷と接する。ランニング・バンドの表面の粗さはストーンの曲がりに影響し、競技で使用されるに従いカールしにくくなっていくため、必要に応じてランニング・バンド部分の表面が適切な粗さとなるよう特定の紙やすりの上を滑らせることによって処理される。近年までストーンの曲がり易さはアイスの状態によるものとされており、ペブルの作り方によって曲がり方に差が出るものとされてきた、しかし、最近になってカーリングにおけるカールは、このランニングバンドにあると突き止められた。
国際大会で使用されるストーンは、氷と接する滑走面にスコットランドのアルサクレイグ島特産のブルーホーン (Blue Hone) 花崗岩と呼ばれる花崗岩を用いているものが主流である。ブルーホーン花崗岩は、鉱物粒子が細かく強度と均質さに優れており、カールの仕方も「他の石では真似できない」とされる。他産地の石では密度が低いために氷の上で石が水を吸い、吸われた水が再び凍ったときに石が膨張して割れやすくなる。衝突が起こるストライキング・バンド (striking band) を含む胴体部にはアルサクレイグ島産のコモングリーン (Common Green) 花崗岩など欠けにくく粘りと弾性に優れた花崗岩が使われる。この胴体部の石に空けたくぼみに滑走面用の石がはめ込まれエポキシ樹脂で貼り付けられている。資源保護の観点からアルサクレイグ島での採石は20年に一度しか行われず、直近では2002年に行われたが近年はかなり採掘量が減っており、花崗岩をスライスしてストーン1つ当たりの使用量を絞ったものも出てきている。石は有限資源であり、今後は枯渇が懸念される。
ストーンは、100年以上使用できるとされているほど耐久性が高いが、需給のバランスなどから1個約10万円以上（1セット160万円）する高価な物である。ただし、日本カーリング協会では「ストーンは個人で所有するものではなく、会場にあるものを使う」と説明しており、基本的に選手が購入することはない。
オリンピック等の大きな大会ではストーンに内蔵された電子ホッグライン違反検知システム(Eye on the Hog)が使用される。このシステムは投擲時にホッグラインまでにストーンから手を離したかをセンサーを用いて審判の代わりに自動的に確認するもので、ストーンを傾けると作動し始める。正常に作動した場合はグリップから手を放すと緑色のランプが点滅するため、選手は投擲前にこれを確認する。投擲の動作を行っている間は、選手の集中を阻害しないようランプが消灯される。正常に投擲された場合は手を離すと緑色のランプが点灯する。投擲前にストーンを傾けるのを忘れたり、ホッグラインを過ぎても選手が手を離さなかったなどの違反があった場合は赤のランプが点滅して投擲は無効となり、スイーパーがストーンを取り除く。なお、北京オリンピックではこの検知システムが作動しない不具合が多発したため、競技日程(ラウンドロビン)の途中で使用が停止された。

### その他の用具
スウィーパー（ブラシ）
滑っていくストーンの方向や速度を調整するために氷面を掃く（スウィープする）デッキブラシ状の道具。
かつて柄は木やグラスファイバー製が多かったが、近年ではより軽量なカーボンファイバー製も多い。
ほうき
滑っていくストーンの方向や速度を調整するため、氷面を掃く道具。かつては競技が屋外で行われていたこともあったため、砂やほこりなどを取り除く目的で使用された。
現在は公式競技が屋内で行われるため、滅多に見られることはないものの、氷上の霜を取るために使われることがある。
カーリング靴
カーリング専用の靴。右投げの場合、左の靴底は滑りやすくするためテフロン加工されている。右側のソールは滑りにくくできている。スウィープ時は左側にアンチスライダー（グリッパー）という滑り止めを装着する。左投げ用は逆になっている。
専用靴が無い場合、通常の靴にスライダーという滑りを良くするカバーを装着することでプレーできる。
選手はこれを利用して、長い距離を移動する際に片足で滑って移動する。
ストップウォッチ
ストーンの通過速度を計測することで、ウェイトを判断するために使用する。腰に紐でさげていることが多いが、ブラシの柄に取り付けられるカーリング専用ウォッチもある。
ウェア
スウィーピング時には、かがんだ状態で腕を細かく動かすため、腕の動きを阻害しないタイトな上着を着用する（余裕がありすぎるとかがんだ際に視界を遮ってしまう）。屋内競技であるため分厚い防寒着は必要なく、会場の室温によっては半袖の選手も多い。
ショットの際に脚を前後に大きく開くため、伸縮性があり裾がやや広がったズボンを着用する。この他に膝を保護するためのニーパッド、グローブの着用も認められているが、使用しない選手も多い。
デリバリースティック
ゲーム終了時などにストーンを移動する際、立ったまま動かすための補助スティック。
通常ゲーム中は使用できないが、車いすカーリングやシニア向けの大会ではショットの補助に使用できる。
無線機
後述のように、オリンピックなどの大きな大会ではテレビ中継を意識し、無線マイクによる選手の声をマスコミにも提供している。

## ルール

### 試合形式
イニング制であり、ゲーム中の1回の攻守はエンド (end) と呼ばれる。試合は8エンドまたは10エンドで行われ、この他に各チームに持ち時間が与えられる。冬季オリンピックなど公式な試合では10エンド、持ち時間38分で行われる。10エンドを終わって同点の場合はエキストラ・エンドとなり、持ち時間は4分30秒となる。持ち時間は相手チームのストーンが止まってから自チームのストーンを投げ始めるまで時計が進み、持ち時間が無くなるとそのチームは負けとなる。1試合に1回のみコーチの助言を仰ぐことができ、コーチがコーチ席からシートに移動するまでの間のみ時計が停止される。
試合途中で自チームの勝ちが望めないと判断した場合、相手チームの勝ちを認めゲームを終了させることができる（コンシード）。10エンドマッチでは、6エンド終了後からコンシードでき、スキップ（主将）が相手に握手を求めることで行う。
第1エンドの先攻・後攻は、試合直前の練習時に各チームの選手が規定数のストーンを投擲し、ハウスの中心部までの距離が測られ、合計値の小さいチームに選択権がある（LSD、ラスト ストーン ドロー）。または、サードの者がジャンケンかコイントスで決定する。勝った方はストーンの色か最初のエンドの後攻をとることができる。第2エンド以降は前のエンドで得点を取ったほうが先攻となる。ブランクエンド（得点なし）だった場合は、前のエンドと同じになる。
各エンドではリード・セカンド・サード・フォースの順に、1人2投ずつ各チームが交互に1投し、ハウス（円）をめがけてストーンを氷上に滑らせる（これを「投げる」という）。ストーンの位置の指示はスキップまたはスキップの代理が行う。ストーンはホッグラインを越えなければならず、バックラインを越えてはならず、サイドラインに当たってもいけない。いずれの場合もストーンは除かれる。ただし、ホッグラインの近くにあるストーンに当たったストーンがホッグラインにかかった場合は取り除かれない。
ストーンを投げる前には4人が話し合って次の作戦を決める。ハウスの近くにいるスキップが作戦を立てることが多いが、他のメンバーが作戦を提案することもしばしばある。スキップは投げ手やスウィーパーに対して言葉や仕草で投げてほしい速さを伝える。例えば「10半」と言えば10.5秒くらい、「バックライン」と言えばバックラインで止まるくらい、「ハック」と言えばハウスの後ろにあるハックで止まるくらい、「ボード」または「バンパー」と言えばリンクの最後方の縁にある板のあたりで止まるくらいのスピードになる。また、投げ手が投げるときの目標となる位置にブラシを当てて待つ。投げ手はこのブラシに向かってストーンを投げるが、投げられたストーンは曲がりながら進んでいくので、ブラシを当てた位置はストーンを置きたい（または当てたい）位置とは異なる。
ストーンを投げる選手はハックと呼ばれる蹴り台を蹴って勢いをつけ、ストーンを押し出して氷上を滑らせる。手を離すとき、グリップをひねってインターン（右投げであれば時計回り）またはアウトターン（右投げであれば反時計回り）の回転をストーンにかける。時計回りのストーンは投げ手から見て右に、反時計回りのストーンは左にカールしていく。回転をかけないとストーンは予測不能の動きをしてしまう。
ストーンが投げられると、スウィーパーがストーンのスピードを目測してスキップや投げた選手に伝え、それを聞いたスキップや投げた選手がストーンの動きを見ながらスウィープについての指示を出す。ストーンのスピードについては、ドロー系のショットではストーンがどのあたりで止まりそうかを数値化して伝える。ハウスの一番手前あたりの距離で止まる速さを4、ハウス中心のティーラインあたりで止まりそうな速さを7、ハウスの一番奥で止まる速さを10などと言い表すので、例えば「6, 7」と言った場合はハウス中心かその少し手前に止まりそうな速さだということを伝えている。テイク系のショットでは2本のホッグラインの間を何秒くらいで通過するかを伝えることが多い。

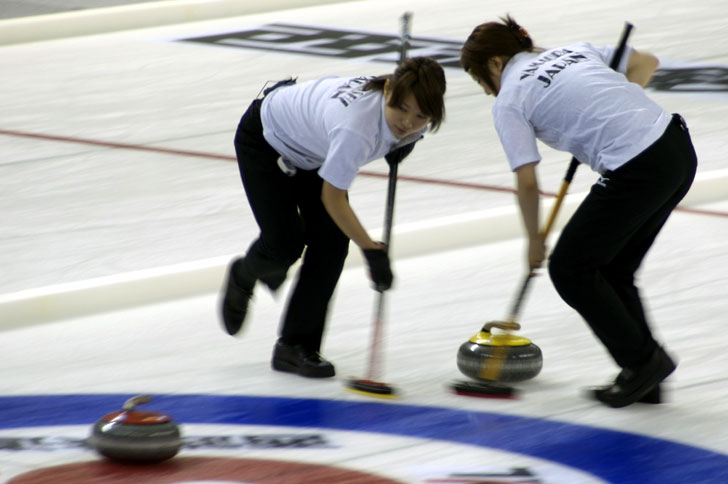
スウィーピング。2人で行うことが多い。

ストーンの距離を伸ばしたり、方向を微調整するため、自チームのストーンの進行方向の氷をブラシで掃く（スウィーピング）。通常は投げた選手とスキップを除いた2人で行うが、距離が足りない時などには3人（まれに4人）で行うこともある。また、スキップ（代理も含む）はティーライン（ハウスの中心を通る横のライン）より後ろであれば相手チームのストーンをスウィープできるので、ストーンを投げた方ではないチームの選手が相手のストーンを出し切るためにスウィープすることがしばしばある。ただしこの場合スウィープできるのは一人だけであり、二人以上が同時にスウィープすることはできない。なお、ストーンがティーラインを超える前でもスウィープは開始できる。
（先攻チームのセカンドの第1投）まで
相手チームのストーンに自チームのストーンをあて、動かしたりハウスからはじき出したりすることができる。ただし、最初の一定数のストーンまではフリーガードゾーン（ホッグラインからティーラインの間で、ハウスを除いた部分）にあるストーン全体をプレイエリアから出してはいけない（フリーガードゾーンルール）。2018-2019シーズンより前は最初の4ストーン（後攻チームのリードの第2投）までであったが、2018年10月にルールが改正され、最初の5ストーン（先攻チームのセカンドの第1投）までとなった（ファイブロックルール）。投げたストーンを軽く当てて相手チームのストーンをずらすことは可能だが、テイクアウトすると反則となり、投げたストーンは取り除かれ、相手ストーンは元の場所に戻される。さらに2024年にルールが改正され、車椅子カーリングおよびミックスカーリングを除き、最初の5ストーン（先攻チームのセカンドの第1投）まではフリーガードゾーン内でセンターラインにかかったストーンを動かしてセンターラインからはずしても同様の反則となった（ノーティックルール）。この場合、相手チームは全ストーンを取り除く選択肢を持つ。これらのルールがあることによって、ハウス内に貯まるストーンやガードストーンの数が増え、得点が動きやすくなって、ゲームがより面白くなる。
エンド終了時にナンバーワンストーンを持っているチームにのみ得点が与えられる。ハウス内にあり、かつ中心に最も近い相手チームのストーンよりもさらに内側にあるストーンの数がそのチームの得点となる。エンドの最大得点差は8点、最小得点差は0点である。1エンドに満点の8点を獲得したチームは8-enderと呼ばれる。通常は両チームが確認して勝ち負けを決定するが、どちらのストーンがより中心に近いか目測では判断しがたい場合は、エンドの終了後にメジャーで計測が行われる。これはエンドの途中に行うことはできない。メジャーまたは100分の1ミリまで測定できる専用の器具を用いて中心からストーンの内側までの距離を測定する。このとき、両チームのバイス・スキップだけが測定に立ち会うことができ、両者が納得すれば測定は終了する。

8-enderとなった様子

第5エンドが終了すると7分間のハーフタイムとなり、選手たちは自分たちが試合しているシート（レーンとも言われる）の近くで後半の作戦を練る。カーリングの試合は2時間30分前後の長丁場であり、集中力と体力を激しく消耗するため、糖分を含む食べ物や飲み物を摂取し体力の回復を図る。なお、試合中でコーチとの話し合いが認められるのは、タイムアウトを除きこの時間のみである。

#### ストーンに接触した場合
動いているストーン
- デリバリー側のティーラインとプレーをする側のホッグラインの間 - 動いているストーンにそのチームの競技者またはその用具が接触した場合はそのストーンはそのチームによりただちに取り除かれる。相手チームの競技者またはその用具が接触した場合はデリバリーしたストーンであれば再ショット、それ以外はそのストーンを用いるチームが接触がなかった場合に静止しただろうと考えられる位置にストーンを置く。
- プレーをする側のホッグラインの内側 - 動いているストーンにそのチームの競技者またはその用具が接触した場合は全てのストーンが静止するまで待つ。違反をされたチームは「接触があったストーンを取り除き、動いたストーン全てを元の位置に戻す」「全てのストーンをそのままにしておく」「接触がなかった場合に静止しただろうと考えられる位置に全てのストーンを置く」のうちいずれか1つを選ぶことができる。相手チームの競技者またはその用具が接触した場合は全てのストーンが静止するまで待つ。違反をされたチームは接触がなかった場合に静止しただろうと考えられる位置に全てのストーンを置く。

静止しているストーン
- 静止しているストーンを動かしたが、他の動いているストーンに影響を及ぼさなかっただろうと考えられるときは違反をされたチームがそのストーンを元の位置に戻す。動いているストーンに何らかの変化をもたらしたであろうと考えられる静止していたストーンがショットするチームによって動かされた場合は全てのストーンが静止するまで待つ。違反をされたチームは「全てのストーンをそのままにしておく」「コースが変えられただろうと考えられるストーンを取り除き、違反の後動かされたストーンを元の位置に戻す」「接触がなかった場合に静止しただろうと考えられる位置に全てのストーンを置く」のうちいずれか1つを選ぶことができる。

### チーム構成
1チームは4人または5人だが、試合に出られるのは4人まで（3人以下でもショットを分担してゲームを行うことが可能）、補欠は1人しか置くことは出来ない（複数いてはいけない）が、いなくてもよい。
- リード - 1・2投目を担当。
- セカンド - 3・4投目を担当。
- サード - 5・6投目を担当。
- フォース - 7・8投目を担当。
- リザーブ（フィフス[20]、オルタネイト[21]） - 補欠。チームメイトが何らかの理由でプレーを続行出来なくなった場合、代理を務める。通常はコーチとともに試合を見守っている。
- スキップ - 試合において各エンドの戦術およびゲーム全体の戦略を決定し、その他3人の選手にショットとスイープの指示を行う司令塔の役割。スイープを担当する機会は少なく体力の消耗を抑えられるため、最終投を担当するフォースがスキップを務めることが多いが、必ずしもフォースでなければならないということはなく、チームの編成上最適なプレイヤーが務めることになる。相手チームのストーンがティーラインを越えて移動してきた場合、スキップのみそれをスウィープすることができる。
- バイス・スキップ - スキップのショットの際に、代わりにスキップの役割を行う。また、スキップの主たる相談役となる。エンド終了後にエンドの得点を確認してそれをオフィシャルに報告する。
- スウィーパー - ショット後のスイープを担当する。通常はスキップと投石者を除く2名が行い、必要に応じてスキップと投石者もスイープに加わる。スキップは通常スウィーパーとはならず、バイス・スキップが1エンドで4回、その他の2名が1エンドで6回担当する。

カーリングは、中国など国家単位で強化している国を除くと、シーズンごとのメンバー入れ替え・移籍が活発に行われるスポーツとされていて、特にオリンピックのあるシーズンから翌シーズンにかけては、大幅な選手の入れ替えや移動が発生することが多い。

### ミックスダブルス
1チーム男女1名ずつで構成される。オリンピックでも平昌大会から正式種目に採用されている。
得点方法などの基本的なルールは4人制と同じであるが、主に以下のような違いがある。
- 1試合は8エンドで行う。5エンド終了後からコンシードすることができる。
- 1エンドにつき各チーム6個のストーンを持つが、うち各1個をあらかじめハウス内（後攻）とハウスの前（先攻）のセンターライン上の指定の位置に縦に並べて置いた状態からエンドを始める。ただし後攻チームはゲームで一度だけパワープレイを選択することができ、その場合ハウスを選択した上で、2個のストーンはセンターラインから外れた指定の位置に斜めに並んで置かれる（これにより、後攻チームは大量点を取りやすくなる）。
- 残り5個のストーンについては、1人が最初と最後のストーンを投げ、もう1人が2 - 4個目のストーンを投げる。多くのケースでは、体力に優れる男性がより多くのストーンを投げる後者を担当するが、エンドが終われば順番を交代することも可能である。
- 最初の3投（つまり先攻の2投目まで）は相手のストーンをプレイエリアから出してはいけない。4投目（後攻の2投目）からは、相手のストーンをプレイエリアから出すことができる。
- 持ち時間は22分である。エキストラ・エンドでは持ち時間は3分となる。
- 前のエンドがブランクエンドとなった場合、次のエンドは先攻・後攻が交代する。したがって、4人制と異なり、有利な後攻を維持するためわざとブランクエンドにするという作戦はとれない。

4人制と比べてハウス内に石が溜まりやすいため、ビッグエンドやスティールが多いとされる。

### リーグ戦の順位決定
多くの大会では、決勝トーナメントの前に予選リーグ（ラウンド・ロビン）が行われる。限られた試合数の予選リーグでは複数チームが同勝率となることがしばしばあるため、以下のタイブレークにより順位を決定する。
1. 2チームが同一勝率である場合は直接対決の結果で順位を決定する
2. 3チーム以上が同一勝率である場合は当該チーム間の勝率で順位を決定する。これで順位が決定できないチーム間では、しばしばドロー・ショット・チャレンジ (DSC) が採用されて順位を決定する。DSCでは、各試合ごとに行われるラスト・ストーン・ドロー (LSD) の内、一番大きい数字1つを排除した残りの平均値を計算し、より小さいチームを上位とする。コンシードがあるために他の球技のように得失点差や総得点などを用いて順位を決めるのは不合理であることが理由である。

また、予選リーグが複数のグループに分かれる場合、異なるグループの同一順位のチーム間の順位を決定するためにもDSCが使われる場合がある。

## 試合中の戦術と用語

### 戦術
エンド最後のストーンを投げることができる後攻が有利とされ、後攻が1点を取ることは容易であるため通常次のような戦術を取る。
- 先攻チーム
  1. 1点以上を獲得（スチール）する。
  2. 相手チームに1点だけ取らせ、次エンドの後攻を得る。
- 後攻チーム
  1. 2点以上を獲得する。
  2. 双方0点（ブランクエンド）とし、次エンドも後攻を得る。

後攻のチームは、基本的には2点以上を狙うが、ブランクエンドであれば後攻を維持できるので、1点を取るくらいならブランクエンドとして次のエンドで得点を狙う。特に、最終エンドに後攻を得ることが勝利に結びつきやすいので、その前のエンド（10エンドまでの試合であれば第9エンド）で後攻のチームは積極的にブランクを狙い、最終エンドも後攻を得ようとすることがしばしばある。
逆に先行のチームは機会があればスチールを狙うが、それが難しい場合は相手がブランクできない状況を作り、1点を取らせることで次に後攻を得ようとする。
詳細についてはen:Curling#Strategyも参照。

### 基本用語
- ハウス (house) - シートの端近くにある円。
- ドロー (draw) - 他のストーンに当てることなくハウスの中にストーンを止めること。
- ガード (guard) - 味方のストーンを守る位置にあるストーン。状況によっては相手のストーンもガードに利用される。
- バックガード (back guard) - あるストーンの後方にあることでそのストーンを打ち出すことを妨げているストーン。
- テイクアウト (take out) - 相手のストーンをはじき出すこと。
- スウィーピング (sweeping) またはスウィープ (sweep) - すべっているストーンの前をブラシで掃くこと。ブラシがストーンにあたってしまうと、多くの場合は反則を取られる（当たった石を、バーンド ストーンという）。
- ナンバーワンストーン (number one stone) - ハウス内にあるストーンのうち、ハウスの中心にいちばん近いストーン。
- ノーズ (nose) または芯  - 投げ手から見たときにストーンの中心の部分。ここに自分のストーンを当てると、投げたストーンは動かないまま、当てられたストーンが後ろに動く。

### ショットの種類
- カム・アラウンド (come-around) またはカムア - ドローショットの一つ。投げられたストーンがカールする（曲がりながら進む）性質を利用し、既にアイスの上にあるストーンの後ろ側に回り込んで止めること。前にある石がガードストーンとなるので相手に出されにくくなる。
- フリーズ (freeze) - ドローショットの一つ。既にあるストーンにそっと触れてぴたりと止まるようにすること。成功すると相手のストーンに出されにくくなる。
- ロール (roll) - 投げたストーンが既にあるストーンに当たった後、横または斜め後ろに動くこと。
- ピール (peel) - 投げたストーンを既にあるストーンに当て、どちらのストーンもプレイエリアから出してしまうショット。投げたストーンを残して相手に利用されることを防ぎたい場面で使う。
- ウィック (wick) - ガードストーンをアウトにしないようにずらすショット。ファイブロックルールでは相手チームのストーンを出し切ってしまうことはできないので、相手のストーンがサイドラインに触れたりバックラインを越えたりしないような力で当てなければならず、繊細な投擲とスウィープが必要とされる。センターをあけておきたい後攻チームのリードが行うことが多い。
- ヒット・アンド・ステイ (hit and stay) またはヒットステイ - 既にあるストーンに当て、投げたストーンはその場にとどめること。
- ヒット・アンド・ロール (hit and roll) または ヒットロール - 既にあるストーンに当て、投げたストーンを横や斜め後ろへ動かして止めること。
- ダブル・ロール・イン（double roll in)ｰハウスの手前にある自分のストーンに当て、斜めに動かしてハウスに入れると共に、投げたストーンも反対側の斜めに動かしてハウスに入れること。一度にふたつのストーンをハウスに入れる難度の高いショット。
- ダブル・テイクアウト (double takeout) またはダブル- 相手のストーンを2つ同時にはじき出すこと。
- トリプル・テイクアウト (triple takeout)またはトリプル - 相手のストーンを3つ同時にはじき出すこと。
- ランバック - 投げたストーンを既にあるストーンに当てて動かし、そのストーンをさらに後ろのストーンに当ててはじき出す難度の高いショット。
- ドロー系  - 他のストーンに当てず、自然に止まるのを待つショットの総称。
- テイク系  - 他のストーンに当てるショットの総称。

### スウィーピングの指示など
- イエス (yes)、ヤー (yeah)、イェップ (yep)、ゴー (go) - スウィープしろという指示。
- ウォー (whoa)、ノー (no)、オフ (off)、アップ (up) - スウィープをやめろ、または、するな、という指示。
- ハード (hard) - 強くスウィープしろ、という指示。
- ラインイエス（line yes)-ストーンが進んでほしいラインを保つため、これ以上曲がらないように強くスウィープしろ、という指示
- ハリー (hurry) - もっと速く強く掃け、という指示。
- クリーン (clean) - ストーンの前を軽くブラシで掃くこと。動いているストーンと氷の間に髪の毛やごみが挟まると軌道が変化するため、掃いてゴミを取り除く。スウィーパーに対して「クリーン、クリーン」と指示が出される場合、ストーンが思った通りの方向に進んでいるので強く掃く必要はないことを伝えていることが多い。

### その他
- ウエイト (weight) - 投擲の力またはストーンのスピード。ホッグラインとホッグラインの間を進む秒数、またはストーンが止まる位置で表される。投擲時、選手には戦略に応じてウエイトを微調節することが要求される。スウィーパーは判断したウエイトをスキップに伝達し、スキップはそのウエイトに基づきスウィーパーに指示を出す。
- トップウエイト（top weight)-最高の速度で投げること
- ノーマル（normal)-テイクアウトをするときの標準的な速さで投げること
- ライン (line) - ストーンを投げる方向や通るコース。スキップは選手に投げてほしいラインの上にブラシを置いて指示を出すが、ストーンはカールしながら（曲がりながら）進んでいくため、この曲がり幅を計算して指示を出す必要がある。
- ジャム  - ハウスの外に出そうとしたストーンが他のストーンに当たって出なくなってしまうこと。「ジャムする」「ジャムる」という動詞としても用いられる。
- シューター (shooter) - 投じられたストーンを既に置かれているストーンと区別するときの呼び名。スキップや投げ手がスウィーパーに「シューター」と声をかけた場合、置かれたストーンに当たった後のシューターをスウィープするよう指示している。
- 落ちる - 内側に曲げようと思って投げたストーンが思ったほどカールせず、アイスの外側に向かって行ってしまうこと。
- エクステンション  - 投げる瞬間にストーンを押し出すようにすること。
- ホグホグ  - 2本のホッグラインの間の距離。この距離をストーンが走る秒数でストーンの速さを表す。「ホグホグを○○秒で投げる」などのように用いる。
- エキストラ・エンド (extra end) - 第11エンド（8エンドゲームでは第9エンド）以降の延長戦。
- ブランク・エンド (blank end) - 両チーム無得点のエンド。次のエンドで再び後攻権を得るために、後攻のチームが意図して無得点にすることがある。
- ビッグエンド (big end) - 1エンドに3点以上得点すること。
- スチール (steal) - 先攻のエンドに得点すること。
- リンク (rink) - カーリング場のこと。
- シート (sheet) - カーリングのゲーム用に整備された氷。アイスとも呼ばれる。
- アイス・メーカー (ice maker) - 製氷技術者。シート表面の補修なども行なう。アイス・メーカーによってシートの特性（後述）が左右されることも多い。
- ペブル (pebble) - シートの最終仕上げ作業として表面に霧状の蒸留水を散布することにより生成される氷の微細な粒。厳密には、この微細なペブルによる点の上をストーンが滑る。アイス・メーカーによる手作業のため、個性が生じ、リンクや気候によっても違いが出る。
- キーン・アイス (keen ice) - ストーンが滑りやすい氷。
- スロー・アイス (slow ice) - ストーンが滑りにくい氷。
- スウィンギー・アイス (swingy ice) - ストーンのカール（曲がり）幅が大きい（カールしやすい）氷。
- コンシード (concede) - 自チームの敗北を認めること。負けているチームが勝っているチームに握手を求めることで試合が終わる。大差がつき、残りのエンドで逆転するのがほぼ不可能と判断した場合に、あるエンドが終了した時点でコンシードすることができるようになる。また、負けているチームの残りのストーンがすべて得点になっても勝てないことが確定した場合も、コンシードと同様の形で試合終了となる。
- LSD (Last Stone Draw) - 第1エンドでの後攻チームを決定するため、チームの各選手が規定数のドローショットを投げて、ハウス中心までの距離の合計の小さいチームが後攻をとる。LSDの距離は記録がとられ、後にDSCに用いられる。
- DSC (Draw Shot Challenge) - LSDの内、一番大きい数字1つを排除した残りの平均値を計算し、リーグ内の同一勝率チーム間の順位決定、あるいは複数リーグの同一順位チーム間の順位決定に用いられる。

## テレビ中継

### ストーンとラインの解説
カーリング中継の解説で特定のストーンあるいはライン（ストーンを進める方向）を指し示す必要がある場合、テレストレーターで図示する（黄色などで画面上に表示させる）方法がとられる。しかし、国際中継などで単に中継の受け手となっておりこの方法をとることができない場合、シート上に位置するそれぞれのストーンを個別具体的に示すために、「11時方向のストーン」というようにハウスをアナログ式時計の文字盤に見立てて具体的なストーンを指し示すクロックポジションが用いられる。

### マイクの装着
2006年トリノオリンピックからワイヤレスのマイク（ピンマイク）が選手に装着されるようになった。これにより（自国語でのやり取りになるので、その言語の理解力が必要になるものの）各国選手の戦略・臨場感・緊迫感をライブでテレビの視聴者に伝えることができるばかりでなく、選手のため息や愚痴なども同じように拾うことができ、同種目のタフさが理解できるようになったとされている。これはデニス・バクスター発案による視聴者の新たな体験を意図した音響の演出である。カーリングでは同時に複数のシートでゲームが展開されることが多いが、それぞれのシート上の各選手にワイヤレスマイクを使用することになるため、事前に周波数の調整などがなされる。

## カーリングの物理
カーリングは、運動量保存など力学の基礎を説明するための題材としてもしばしば取り上げられ、この場合、多くは回転によって曲がる（カールする）性質や、さらに摩擦も無視した理想化されたモデルで表されるものとして扱われる。一方、より詳しくストーンの動きを考察することは、氷上の摩擦に関する研究途上の科学でもある。摩擦は一般的な理論化ができない複雑な現象であるため、ストーンのカールやスウィーピングの効果など、実際のストーンの動きは実験と理論の両面から分析されなければ理解できない。特にストーンのカールはそれ自体が物理に対して興味深い問いを投げかけてもいる。
カーラーとともにカーリングの物理の実践的な分析も行われており、日本カーリング協会でも「研究を通じて選手の独創性や先見性を育て、新たな戦略に結びつけたい」として、2008年より氷やストーンの特性とストーンの動きとの研究を行っている。カナダでは2010年のバンクーバーオリンピックに向けてデリバリーのフォームやスウィーピングの科学的研究を極秘裏に行った。

### 逆向きのカール
ストーンの軌道が大きく曲がる（カールする）という性質は、カーリングのゲームを面白くさせている大きな要素である一方で、物理的にも興味深い問題である。衝突の動きが初等的な力学で比較的よく記述されるのに対して、カールの物理的メカニズムには諸説あってはっきりしていない。
経験的にカールは次のような特徴をもつ。カールの効果は氷の状態によって大きく変化するものの、極めてはっきりしており、通常、曲がりの大きさは元の軌道と比べてストーンの停止までに1メートル前後にも達する。まったくペブルのないアイスの方が曲がりは大きいが摩擦も大きくなり遠くまで飛ばなくなるため、ペブルの存在はカールよりも摩擦の低減に寄与している。ストーンの角速度（回転の速さ）はカールの効果に顕著に影響しないことが知られており、幅広い角速度の範囲で回転は曲がる方向を決めているにすぎない。角速度の大き過ぎるストーン（スピナー）はむしろ余りカールしなくなり、ストーンの角速度は通常ハウスまで2 - 3回転程度となるよう小さく保たれている。また、カールの効果もハウスに近づきストーンの直進速度が小さくなってから顕著になることが知られている。

通常の盤面上でリング状の物体を回転させながら滑らせるとき、反時計回りで右に曲がる（図右）のに対し、氷上のカーリング・ストーンは逆に曲がる（図左）。この物理的メカニズムについて、いくつかの説が提案され議論されている。

だがこうしたこと以上に物理的に興味深いことは、カーリングのストーンが、回転しながら接触面の上を進む物体が摩擦によって曲がると普通予想される方向とは逆に曲がるということである。カーリングのストーンでは、そのコースは回転方向と同一の方向、すなわち、上からみて反時計回り（右手のアウトターン）に弱く回転させたストーンはハウスに近付くにつれて進行方向に向かって左に、時計回り（右手のインターン）は右に曲がる。ストーンの氷との接触面であるランニング・バンドと同様にリング状の接触面を持つものとして、机の上で反対向きに伏せたグラスなどを同じように回転させながら滑らせてみると、グラスはカーリングのストーンとは逆向きに曲がっていく。すなわちグラスにおいてはカールの方向は反時計回りで右となる。
グラスの曲がる方向は通常の摩擦の考え方で理解できる。以降、上からみて反時計回りに回転する場合のみを考える。進行方向を変えるのは進行方向に直交する摩擦の成分である。これは主にリング状の接触面の進行方向前部と後部の摩擦力が寄与する。対して、接触面の左右は横向きの正味の力をほとんど生み出せないため曲がりにはほぼ寄与しない。グラスの重心が接触面よりも上にあるために、グラスの接触面前部における方が後部よりも押さえつける力が大きい。よって、通常の動摩擦の関係のように接触面への力が大きいほど摩擦力も大きいとの関係が満たされるとき、接触面前部による進行方向右向きの摩擦力の方が後部の左向きの摩擦力より大きくなり、進行方向右向きの正味の力が生まれることになる。
このカーリング・ストーンの逆向きの曲がりという謎を説明するために1920年代以降よりいくつかの説が現れてきた。カーリングのストーンでも速度を持つときはグラスと同様に進行方向前部での押さえつけの力が大きいはずであるが、曲がる向きが逆になることは、少なくともある条件の元で押さえつける力が大きくなるとかえって摩擦が小さくなっていることを示唆している。そこで1981年にジョンストン (G.W. Johnston) は、曲がる理由をランニング・バンド前部で大きくなる摩擦による熱が氷の摩擦係数をかえって低くしているためだとした。
ジョンストンのアイデアは氷の融解を考えるものではなかったが、カナダの物理学者で自身カーラーでもあるマーク・シェゲルスキー (Mark R.A. Shegelski) は、1996年、溶けた水の非常に薄い膜がストーンの接触面に形成されるのだとした。カールの問題に対して最も精力的に研究を公表しているシェゲルスキーは、圧力の強い前面ではこの膜が厚くなるために、摩擦力を後部より小さくしているとする。またストーンが水の膜を引きずりやすい性質をもつ花崗岩で作られ、摩擦の方向は氷面に相対的な速度の方向ではなく、この引きずられた水の膜に相対的になっているとする。さらにストーンの停止間際では引きずられた膜が一周して前面がさらに厚くなり、一層曲がりやすくなる。こうしたことから予測される性質の一部は実験的に確認されている。
これとは別に日本の前野紀一は、2009年にストーンのカールが蒸発による温度低下とペブルの摩耗によるとする説を提案している。この説では、ランニング・バンド前部で熱せされた氷は瞬間的に蒸発して気化熱を奪い、後部ではむしろ温度が低下して摩擦係数が大きくなるのだとする。さらに前部ではペブルの一部が摩耗して氷の屑が作られるために、さらに後部の摩擦は大きくなるとする。
2012年には、スウェーデンのニーベリ (Harald Nyberg) らがストーンが通過するときにランニング・バンド前部によってストーンの接触点であるペブル上につけられた高さ0.01ミリメートルに満たない程度の多数のひっかき傷がストーンの軌道を変えているのだとした。進行しつつ回転するストーンは軌道に対して数度程度斜めになった微小な傷をペブルの先端に作る。ランニング・バンド後部のストーンの微小な凹凸がこれに引っかかり、傷に沿うように動こうとするため横向きの力を生み出すのだとする。ニーベリらはこうした傷を顕微鏡写真で調べるとともに、ランニング・バンドを磨き凹凸を少なくしたストーンではカールの効果が現れないことを実験的に示した。
ストーン左右での摩擦の非対称性は、通常の摩擦においては横向きの力を生み出せないためカールの説明とならないが、2000年にカナダのレイモンド・ペナー (A. Raymond Penner) は、摩擦が部分的に粘着的なものなら、ストーンの遅い側（反時計回りで左側）で優越的なピボット（旋回軸）として作用し、横向きの力を生み出しうると示唆していた。これを発展させ、2016年以降、カナダのエドワード・ロゾウスキー (Edward Lozowski) とシェゲルスキーは、ピボット＝スライド・モデル (pivot-slide model) と呼ばれるモデルを提案している。 このモデルでは、断続的で瞬間的なペブルによる引っかかりをピボットとしてストーンがわずかずつ進行方向を変えるものと考える。ロゾウスキーらはこのモデルにより、ストーンの初速やペブルの形状・密度、氷の硬さ・ヤング率などのパラメータをもつ簡易な式で停止までのカールの量を表せるようになったとしている。また、式はストーンの回転角速度に依存せず、他の説では説明が困難だった回転の速さがカールの量とほとんど関係しないという特徴的な性質も説明できるとする。
いずれにしても、ストーンがカールする量が氷面のペブルの状態やコースの使用状況、氷面の温度、ストーンの速度などに応じて、敏感な変化を起こす状態に調整されていることは、ストーンの動きの状況に応じた鋭敏な変化をもたらし、ひいては競技者の氷の読みに対する経験とそれにもとづく判断が競技において重要なものとなる物理的な要因となっている。

### スウィーピングの効果
スウィーピングによりストーン前面の氷をこすることで、ストーンの摩擦を減少させ速度を保つことができる。結果的に速度を保ったストーンは、大きくカールし出す地点も遅くなり、またハウス内では曲がったコースのままより先へと進めることができる。一般にこの摩擦の減少は、ブラシとペブルとの間の摩擦熱によってペブルの表面をわずかに溶かし、水の膜を形成しているためだと説明される。一方で、ウェスタン・オンタリオ大学の研究者は、計測の結果温度上昇はわずかなものであり、実際には氷を溶かすのではなく、スウィーピングによって氷の微粒子が形成されてそれが潤滑剤として働いているのだとしている。
またスウィーピングには、ブラシをストーンの進路に対して斜めに置くとする古い流儀と、直角に置くとする最近の流儀とがあるが、生体力学研究者のジェンキン (Tom Jenkyn) は、前者が均一に氷を暖めるのに対し、後者はムラができ効率がよくないとしている。このスウィーピングにおいて、遅くても力をかける方がよいか、力が弱くなっても素早くスウィープする方がよいかという2つの選択肢がある。マーモー (B.A. Marmo) らによるモデル解析では、ブラシの位置だけを考えた場合にはかける力を大きくする方がはるかに効率的であるが、同じ氷を複数回ブラシがこするほうがさらに熱が発生するため、全体としてはハウスの近くでは素早くスウィープする方が効率的であるとする。ただしストーンが素早く動いている間は同じ場所をスウィープできないため、力をかけたスウィーピングの方が効率的である。

## 主な大会
カーリングの大会はおおむね、参加チーム全部、または参加チームを複数のグループに分けて総当たり方式（ラウンドロビン）により決勝トーナメント進出のチームを決める。ワールドカーリングツアーでは、3回敗戦したチームから大会を去るトリプルノックアウト方式の予選が一般的である。
決勝トーナメントはノックアウト方式で行われることが多い（オリンピックなど）が、日本選手権ではページシステム方式で行われている。世界選手権では、2017年までは上位4チームによるページシステム方式で行われていたが、2018年からは上位6チームによるノックアウト方式に変更されている。
同一勝敗数の複数チーム間の順位は上述のタイブレーク方法によって決定される。

### WCT主催の大会
ここではワールドカーリングツアー（WCT）が関わる大会について述べる。
ワールドカーリングツアー
カナダを中心に一部は欧州で開催される複数の国際大会で構成されるシリーズ。2014-2015シーズンからは、軽井沢国際カーリング選手権大会が日本で初となるツアー大会となった。男女二つのツアーがあり、各大会にはチャリティマッチを除いて賞金が設定されている。全ての試合が8エンド制で行われる。欧州で開催される男女の大会は「カーリングチャンピオンツアー」として、ワールドツアーの一部を構成しつつも同時に独自のツアーを構成していたが、2017-2018シーズンよりワールドツアーに統合された。
グランドスラム
ワールドカーリングツアーを構成する大会のうち、以下の各大会は「グランドスラム」大会に指定され、賞金総額も最低125,000カナダドルと高額の賞金が設定されている。歴史の古いマスターズ、ナショナル、カナディアン・オープン、プレーヤーズ選手権の4大会は「メジャー」とも呼ばれる。グランドスラム各大会のみの総合成績の最上位チームにはグランドスラムカップが授与される。
- ツアーチャレンジ
- ナショナル
- カナディアン・オープン
- マスターズ
- プレーヤーズ選手権

### WCF主催の大会
ここでは世界カーリング連盟（WCF）が関わる大会について述べる。
冬季オリンピック
冬季オリンピックの前の年までの3年間で行われた世界選手権の順位をポイントに換算し、開催国を除いた上位9か国以内になっていればオリンピックへの出場権が得られる。オリンピックでは男女ともにオリンピック開催国を含めた10か国総当りの予選リーグが行われ、上位4か国により決勝トーナメントが行われる。
パラリンピック
2006年、トリノパラリンピックから車いすカーリングが正式種目として採用されている。男女混合種目で、8か国総当りの予選リーグの上位4か国による決勝トーナメントで順位を決める。
世界女子カーリング選手権
女子のカーリング世界一決定戦。毎年開催される。2005年からは、それまで男女同一会場で行われていたものが別会場で行われている。2019年からは、ヨーロッパ：8、アメリカ：2、パシフィックアジア：2、世界最終予選：2、前回大会で最下位となった国の属する地域の出場枠が1つ減らされ、13か国で争われる。
大会は13か国の総当りリーグ戦による予選が行われ、その後ページシステム形式の決勝トーナメントが行われる。
世界男子カーリング選手権
男子のカーリング世界一決定戦。毎年開催される。女子同様、計13か国で争われる。
世界ジュニアカーリング選手権
21歳以下によるジュニア世界一決定戦。毎年開催される。大会は男女ともに10か国が参加し、総当りリーグ戦による予選が行われ、その後上位4か国による決勝トーナメントが行われる。また、上位7か国に次回の出場権が与えられ、下位3か国はジュニアBに降格し、次回は世界ジュニアBカーリング選手権に回ることになる。
世界ジュニアBカーリング選手権
上位3か国は同シーズンに行われる世界ジュニアカーリング選手権への出場権を得る。2016年よりヨーロッパジュニアカーリングチャレンジとパシフィックアジアジュニアカーリング選手権が統合された。
世界シニアカーリング選手権
50歳以上によるシニア世界一決定戦。毎年開催される。男女共、世界ミックスダブルスカーリング選手権と同会場、同時開催される。
世界ミックスダブルスカーリング選手権
男女混合チーム（2人制）のカーリング世界一決定戦。毎年開催される。世界シニアカーリング選手権と同会場、同時開催される。
世界ミックスカーリング選手権
男女混合チーム（4人制）のカーリング世界一決定戦。毎年開催される。2014年まで行われていたヨーロッパミックスカーリング選手権を引き継いだ。
世界車いすカーリング選手権
車いすカーリングの世界一決定戦。基本、毎年開催される。男女混合の4名でチームを構成する。また、上位8か国に次回の出場権が与えられ、下位3か国は車いすBに降格し、次回は世界車いすBカーリング選手権に回ることになる。
世界車いすBカーリング選手権
上位3か国は同シーズンに行われる世界車いすカーリング選手権への出場権を得る。
ヨーロッパカーリング選手権
ヨーロッパの頂点を決める大会。ディビジョン1 - 3で構成され、ディビジョン1の上位7か国(開催国がヨーロッパの場合は上位6か国)は世界選手権への出場権を獲得。
パンコンチネンタルカーリング選手権
パシフィックアジアゾーンとアメリカ大陸ゾーンの頂点を決める大会。ディビジョン1 - 2で構成され、ディビジョン1の上位5か国(開催国がパシフィックアジアゾーンまたはアメリカ大陸ゾーンの場合は上位4か国)は世界選手権への出場権を獲得。2022年よりパシフィックアジアカーリング選手権とアメリカズチャレンジが統合された。

### その他の海外大会
コンチネンタルカップ
カナダカーリング協会・アメリカカーリング協会（北米代表）と世界カーリング連盟（世界選抜）の代表チームによる対抗戦として、毎年行われている団体戦の大会。冠スポンサーはワールド・フィナンシャル・グループ（WFG）。試合形式などはゴルフのライダーカップをモデルとしている。過去、日本のカーリングチームからは2013年に中部電力カーリング部、2016年に北海道銀行フォルティウス、2017・2018年にLS北見がともに世界選抜の一員として出場している。
なお、イギリス・アイルランドについては、冬季オリンピック以外はイングランド、スコットランド、ウェールズ、アイルランドカーリング協会（アイルランド・北アイルランド）で別々に代表を送っている。

### 日本の国内大会
日本の国内大会は大小様々なものがあるが、ここでは世界大会に直結する日本選手権に関わる大会について述べる。
日本カーリング選手権大会
北海道代表1チーム、東北代表1チーム、関東代表1チーム、中部代表1チーム、西日本代表1チーム、前年度優勝チーム、前年度準優勝チーム、ワールドカーリングツアー最上位チーム、ワイルドカードチーム（各ステップ大会2位チームの勝者）の9チームが集って日本一の覇権を争う。優勝したチームは世界カーリング選手権および、翌シーズンのパシフィックアジアカーリング選手権に日本代表として出場できる。
日本選手権代表選考会
日本選手権へのステップ大会。各地区には出場枠があり、この数だけ日本選手権に出場することが出来る。世界大会への道はこの選考会から始まるといってもよい。ステップ大会は下記の通り。
- 北海道カーリング選手権
- 東北カーリング選手権
- 関東カーリング選手権
- 中部カーリング選手権
- 西日本カーリング選手権

日本ジュニアカーリング選手権大会
21歳未満（当該年6月30日時点）のジュニア日本一決定戦。1993年より開催。優勝チームは世界ジュニアカーリング選手権または世界ジュニアBカーリング選手権への出場権を獲得。
日本シニアカーリング選手権大会
50歳以上によるシニア日本一決定戦。2003年より開催。優勝チームは世界シニアカーリング選手権への出場権を獲得。
日本ミックスダブルスカーリング選手権大会
男女混合チーム（2人制）による日本一決定戦。2007年より開催。優勝チームは世界ミックスダブルスカーリング選手権への出場権を獲得。
日本車いすカーリング選手権大会
車いすカーリングによる日本一決定戦。2004年より開催。優勝チームは世界車いすカーリング選手権または世界車いすBカーリング選手権への出場権を獲得。
全日本大学カーリング選手権大会
大学生による日本一決定戦。2010年より開催。
全国高等学校カーリング選手権大会
高校生による日本一決定戦。2006年より開催。18歳以下の高校生であれば、他校との合同チームで出場可能である。北海道代表、東北代表、関東中部代表、西日本代表と開催地代表の計5チームで行われる。
全日本小学生カーリング選手権大会
小学生（4 - 6年生）による日本一決定戦。2018年より開催。1979年から実施しているチビリンピックのスピンオフ。特別ゲストとしてカーリングの日本トップ選手・指導者が各チームに1人ずつサポートとして付くことが可能である。

## 派生スポーツ
カーリングからはいくつかのニュースポーツが派生している。障害者スポーツである車いすカーリングは氷上で行われる。ユニカール、フロアカーリング、カローリングは、いずれも氷上ではなく床の上で競技する。

### 氷上
車いすカーリング
車いすの使用者によるカーリングで、1990年代にヨーロッパで始まり、2006年のトリノパラリンピックから正式競技となった。車いすカーリングは、試合形式は6エンドで、スウィーピングが行われないこと以外はカーリングのルールとほぼ同じである。

### 床上 (キャスター無)
ユニカール
1979年にスウェーデンで研究開発された競技。「ユニバーサルカーリング」の略であり、特殊なカーペットの上でストーンを滑らせるように投げて競う。現在はスカンジナビア半島の諸国のほかイギリス、ドイツ、オランダなどのヨーロッパの国々で親しまれている。日本には1986年に紹介された。なお「ユニバーサルカーリング」は日本語では「みんなのカーリング」といった意味になる。

### 床上 (キャスター有)
フロアカーリング
1993年に北海道上川郡新得町で考えられたスポーツである。フロッカー、と略されることもある。遊動キャスターつきの木製ストーンを用いる。標的となる固定したハウスは存在せず、あらかじめ緑色のターゲットストーン（4輪）を投げ、それに向かって赤と黄色のフロッカーストーン（3輪）と呼ばれるストーンを投げ合ってゲームを進める。スタイルはカーリングだが、実質的なゲーム進行はペタンクと同様である。
カローリング
フロアカーリング同様、カーリングをヒントに生まれたスポーツであるが、こちらはカーリングのハウスに相当するターゲットが固定されていて、進行はカーリングに近い。ストーンに相当する「ジェットローラー」は、方向が固定されているのでフック、スライスなどのテクニックが使えない。ターゲットに記入されている数字によって採点する点がカーリングと異なる。1993年、愛知県名古屋市にあるベアリングメーカー「中部ベアリング」社長(当時)の田中耕一によって考案されたとされる。田中曰く、カローリングは「軽やかにロールする」から取ったとのことである。

ヤカーリング（やかぁりんぐ）
セメントなどの重りを入れたヤカンにキャスターをつけた簡易カーリング。2006-2009年頃より大阪市淀川区三津屋商店街や徳島県美馬市などで考案されたとされ、それぞれ独自のルールで行っている。

### その他
インタラクティブカーリング
スペインのエクストラアイス社が特許を取っているモーションセンサーを搭載した所謂インタラクティブシステムを採用したカーリング。合成樹脂のアイススケート用パネルに映像でカーリングのハウスを映し出すことで疑似的なカーリング用のシートに見立ててカーリングを行うというもの。ボウリングに使われるような専用の映像機器でスコアが表示される。ただし投影のため、暗所に限られる。
合成アイスリンクカーリング
近年スケート用として登場した合成樹脂製のパネル（所謂プラスチックアイス）を製作しているスペインのエクストラアイス社が自社製品のスケート用プラスチックアイスパネルをカーリングに応用したもの。特に名称はなく、ただ「合成アイスリンクを使用したカーリング」と紹介されており、専用に作られたストーンとペブルの代わりとなる専用のワックスを使用するとしている。同社によるとこのカーリングシートはパネルを組み立てる方式であり、通常の物よりもかなり小さい。このパネルを購入すると専用ストーンがセットで付属し、インタラクティブ（投影式）タイプと違って明るい場所や屋外でも使用可能。日本国内における同社の製品はLUTZが正式な代理店として販売を行っている。
ノンアイスカーリング
宮崎県にあるイベント企画・運営会社ワン・ステップが考案したカーリングシート。専用のパネルを使用し、同社によると設営に1.5時間、人員2～3名を必要とするかなり大型のシートであり、凹凸のない平坦な場所という条件が付くが屋外でも使用可能との事。市販はされておらず、主にイベントの為のレンタル専用。

### 卓上
カーレット
カーレットはカーリングを卓上で手軽に楽しむことを目的に開発された、長さ3.6メートル、幅60センチのマット上で行う競技である。カーレット（Curlet）は、Curling（カーリング）に、名詞語尾に付けて「小さい」の意味を表す「let」を合わせた造語で、千葉大学保健体育科同窓会のメンバー有志により考案された、日本で田邊陽二が2012年にこの名前で実用新案を登録し、カーレットジャパン協会を設立した。2019年にフジテレビ『FNS27時間テレビ』がマイナースポーツとして取り上げた。

## カーリングを題材にした作品

### 漫画
- 『ちょっとヨロシク!』（吉田聡）
- 『オレンジでりばりぃ』（原作:ボヘミアンK 作画:宗我部としのり） - 月刊コミックラッシュに連載
- 『Sweep!!』（小橋ちず）[65]
- 『アイスボーイズ！』（ささきみき） - まんがタイムWebに連載
- 『南風原カーリングストーンズ』（なかいま強）[66]

### 小説
- 『青森ドロップキッカーズ』（森沢明夫）
- 『氷上の花光らしむー幻の札幌五輪を夢見たカーリングガールズー』（智本光隆）

### 映画
- 『ヘルプ!4人はアイドル』(1965年 原題:Help!) - ビートルズ主演2作目
- 『女王陛下の007』（1969年）- ボンドと美女がカーリングに興じるシーンがある
- 『裸の石を持つ男』（2002年、カナダ 原題: Men with Brooms）
- 『シムソンズ』（2006年、日本）
- 『素敵な夜、ボクにください』（2006年、日本）
- 『カーリングの神様』（2024年、日本）

### コンピュータゲーム
- ハイパーオリンピックシリーズ（コナミ）- 競技種目の一つとして。全ての冬期シリーズ作品に収録されている訳ではない。
  - ハイパーオリンピック イン ナガノ（1997年）
  - ハイパースポーツ2002WINTER（2002年）
- SuperLite 1500シリーズ Vol.4 カーリング（1999年、サクセス）
- 日本カーリング協会公認 みんなのDSカーリング（2006年、ロケットカンパニー）[67]
- こなゆき ふるり〜柚子原町カーリング部〜（2008年、ブルームハンドル）- アダルトゲーム
- WINTER SPORTS 2009（2009年、アークシステムワークス）- 競技種目の一つとして。
- マリオ&ソニック AT バンクーバーオリンピック（2009年、任天堂）- 競技種目の一つとして。
- ドラゴンクエストVI 幻の大地 ニンテンドーDS版（2010年、スクウェア・エニックス）- ミニゲーム「スライムカーリング」
- みんなのカーリング（2022年、イマジニア）[68]

## その他
勇敢なるスコットランド
「勇敢なるスコットランド」（Scotland the Brave）は、スコットランドの民謡で、バグパイプによる最も有名な演奏曲の一つであり、ほぼ国歌といってもいいほどの知名度を誇る曲である。オリンピックなどの国際大会では試合前にこの曲が演奏される。カーリング発祥の国スコットランドに敬意を表したものであると考えられる。